# Ференц Чіпеш
Ференц Чіпеш (угор. Csipes Ferenc; нар. 8 березня 1965, Будапешт) — угорський весляр-байдарочник, виступав за збірну Угорщини у другій половині 1980-х — першій половині 1990-х років. Чемпіон літніх Олімпійських ігор у Сеулі, восьмиразовий чемпіон світу, переможець багатьох регат національного та міжнародного значення. Також відомий як спортивний адміністратор і тренер з веслування на байдарках і каное.

## Життєпис
Ференц Чіпеш народився 8 березня 1965 року в Будапешті. Активно займатися веслуванням на байдарці почав у ранньому дитинстві, проходив підготовку в будапештському спортивному клубі «Хонвед». На юніорських змаганнях вперше заявив про себе 1983 року, коли в одиночках та четвірках на тисячі метрів двічі виграв срібло на чемпіонаті Європи в чеському місті Бидгощ.
Першого серйозного успіху на дорослому міжнародному рівні досяг у 1985 році, коли потрапив до основного складу угорської національної збірної й побував на чемпіонаті світу в бельгійському Мехелені, звідки привіз золоту нагороду, яку виграв у змаганнях одиночних байдарок на кілометровій дистанції. Рік по тому виступив на світовій першості в канадському Монреалі, де став чемпіоном в одиночках на десяти кілометрах і в четвірках на одному кілометрі, а також здобув срібло у кілометровій гонці на один кілометр. Ще через рік на аналогічних змаганнях у німецькому Дуйсбурзі виграв чотири медалі в чотирьох різних дисциплінах: срібну в одиночках на тисячі метрів, золоту в двійках на п'ятистах метрах, бронзову в двійках на десяти тисячах метрах і ще одну золоту в четвірках на тисячі метрів.
Завдяки низці вдалих виступів удостоївся права захищати честь країни на літніх Олімпійських іграх 1988 року в Сеулі — у програмі чотиримісних байдарок на дистанції 1000 метрів разом з партнерами Жолтом Дьюлаї, Шандором Ходоші та Аттілою Абрахамом завоював золоту олімпійську медаль. Крім того, в парі з Абрахамом взяв бронзу в двійках на дистанції 500 метрів, тоді як в одиночках на 1000 метрів показав у фіналі дев'ятий результат.
1989 року на чемпіонаті світу в болгарському Пловдиві Чіпеш став чемпіоном у четвірках на тисячі метрів і виборов срібло в четвірках на десяти тисячах метрах. У наступному сезоні на світовій першості в польській Познані удостоївся бронзової нагороди в півкілометровій програмі четвірок і золота в кілометровій. На чемпіонаті світу 1991 року в Парижі тричі піднімався на п'єдестал пошани: посів друге місце в одиночках на тисячі метрів, третє у двійках на п'ятистах метрах і перше в четвірках на тисячі метрів, ставши таким чином восьмиразовим чемпіоном світу.
Бувши одним з лідерів угорської національної збірної, пройшов кваліфікацію на Олімпійські ігри 1992 року в Барселоні. З чотиримісним екіпажем, до якого Чіпеша увійшли Дьюлаї, Абрахам і Ласло Фідель, завоював срібну медаль в гонці на 1000 метрів, програвши у вирішальному заїзді команді Німеччини. У двійках з Дьюлаї на 500 метрів фінішував у фіналі сьомим, тоді як в одиночках на 1000 метрах зумів дійти лише до стадії півфіналів.
Після двох Олімпіад Чіпеш ще впродовж декількох років залишався в основному складі веслувальної команди Угорщини й продовжував брати участь в найбільших міжнародних регатах. Так, 1994 року він виграв бронзову медаль на чемпіонаті світу в Мехіко, показавши третій результат у заліку чотиримісних байдарок на півкілометровій дистанції. Представляв країну на Олімпійських іграх 1996 року в Атланті — з командою, куди крім нього увійшли веслярі Андраш Райна, Габор Хорват і Аттіла Адровіц, знову став срібним призером у четвірках на тисячі метрів — у фіналі їх знову обійшов німецький екіпаж. Невдовзі після закінчення цих змагань Ференц Чіпеш вирішив завершити кар'єру професійного спортсмена.
Завершивши спортивну кар'єру, довгий час очолював свій рідний клуб «Хонвед». Починаючи з 2004 року працює тренером з веслування на байдарках і каное, 2011 року його визнали найкращим тренером року в Угорщині. За видатні спортивні досягнення неодноразово удостоєний державних нагород і премій, зокрема нагороджений золотим хрестом ордена Заслуг (1992), великим (1996) та офіцерським (2012) хрестами.